# 1858 خرائط فان دي فيلدي لفلسطين والقدس
كانت خرائط فان دي فيلدي لفلسطين والقدس بمثابة خريطة علمية مهمة لمنطقة فلسطين ورسم خرائط القدس وقد نشرها في عام 1858 رسام الخرائط الهولندي تشارلز ويليام ميريديث فان دي فيلدي.

## التطوير
أجرى فان دي فيلدي هذه المسوحات أثناء زيارته إلى فلسطين عام 1851 حيث أجرى العديد من المسوحات والرسومات واللوحات وحوالي مائة لوحة مائية للبطاقات البريدية. وعندما عاد من رحلته إلى فلسطين تمكن من الحصول على بيانات مسح المهندسين الملكيين لعام 1840 واستخدمها في إنتاج هذه الخرائط. نظرًا للعيوب المعروفة في العمل استخدم فان دي فيلدي البيانات الخام للمهندسين الملكيين لبناء خريطته وقارن البيانات بعمله بالإضافة إلى كل المعرفة الجغرافية والخرائطية السابقة المعروفة.
التقى فان دي فيلدي مع تيتوس توبلر في سويسرا عام 1855 حيث اتفقا على رسم خريطة جديدة للقدس تعتمد على الجمع بين قياسات توبلر الخاصة وخريطة المهندسين الملكيين المعيبة لعامي 1840 و1841. نشر توبلر مذكرات مكونة من 26 صفحة لمرافقة الخريطة.
وبعد رحلته ألقى محاضرات حول فلسطين في جنيف ولوزان.

## النشر والاستقبال
إلى جانب الخرائط نشر فان دي فيلدي ألبومًا يحتوي على 100 صورة حجرية للمنطقة.
نُشرت الخريطة في عام 1858 قبل خريطته اللاحقة للأرض المقدسة. قام فان دي فيلدي بتنفيذ العمل بمفرده باستخدام بوصلة مساحية مقاس 7 بوصات وبدون أجهزة قياس الزوايا (التي تتطلب عدة أشخاص لتشغيلها) وبدون إجراء ملاحظات فلكية (التي تتطلب وقتًا كبيرًا). ومع ذلك فقد اعتبرت خريطته الأكثر دقة في ذلك الوقت.
صرح يهوشوا بن أرييه قائلاً : "إن كتابات ريتر وخريطة فان دي فيلدي معًا يمكن اعتبارهما الإنجازات الكبرى لخمسين عامًا من الاستكشاف والبحث في جغرافية فلسطين".
كتب فايندريش أن : "خريطة فان دي فيلدي تمثل الجسم الكامل للمعرفة الجغرافية الغربية عن فلسطين والتي قاموا بتجميعها بطريقة نقدي ثم قاموا بالتحقق منها في الموقع واستكمالها من خلال قياساته الخاصة وخبرته (الجسدية) بما في ذلك الصعوبات اللازمة لرسم خريطة علمية".
قاموا ببيع 4,409 نسخة من الخرائط الإقليمية و612 نسخة من خريطة القدس بين عامي 1858 و1877.

### الخرائط المركبة

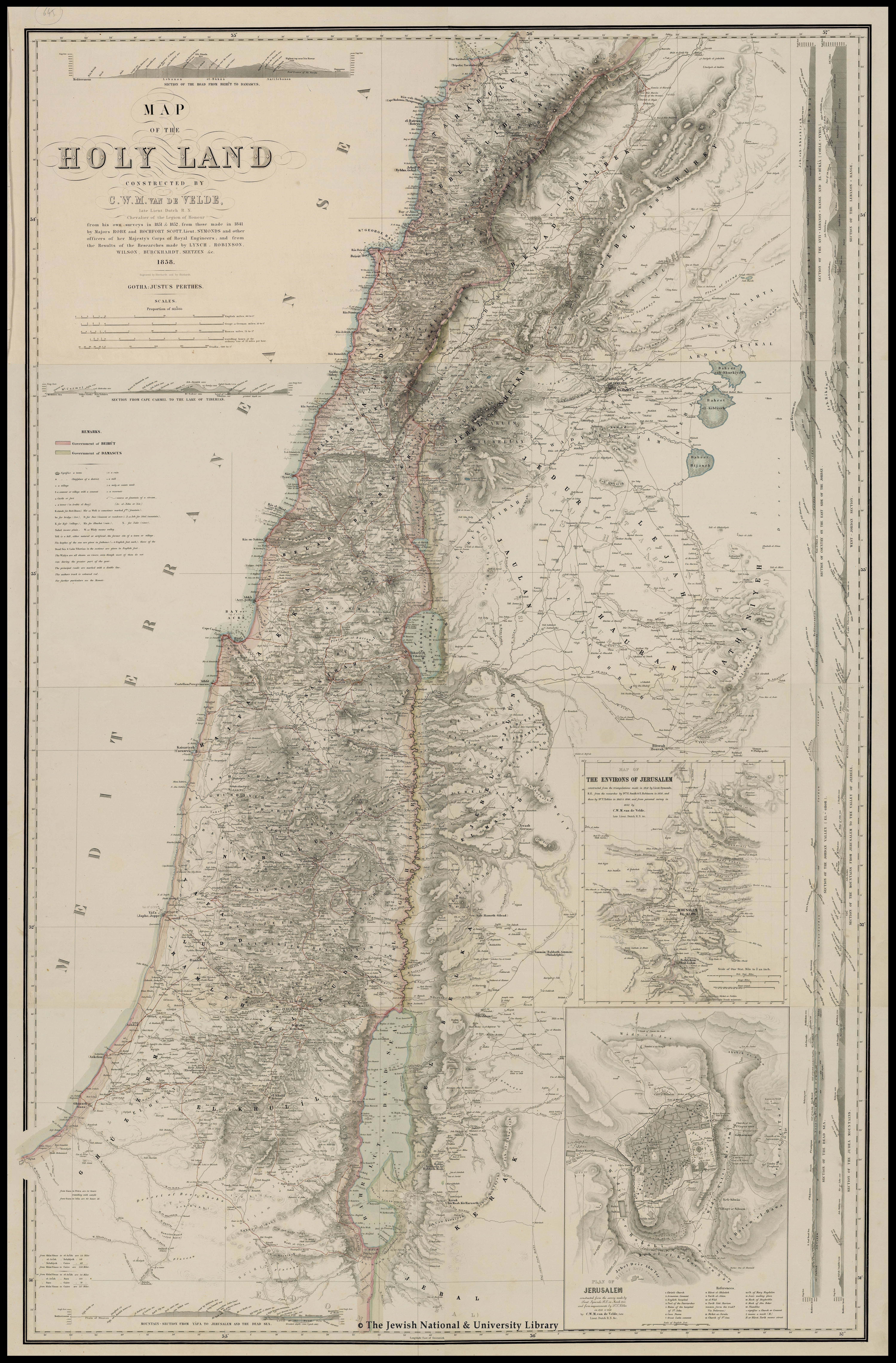
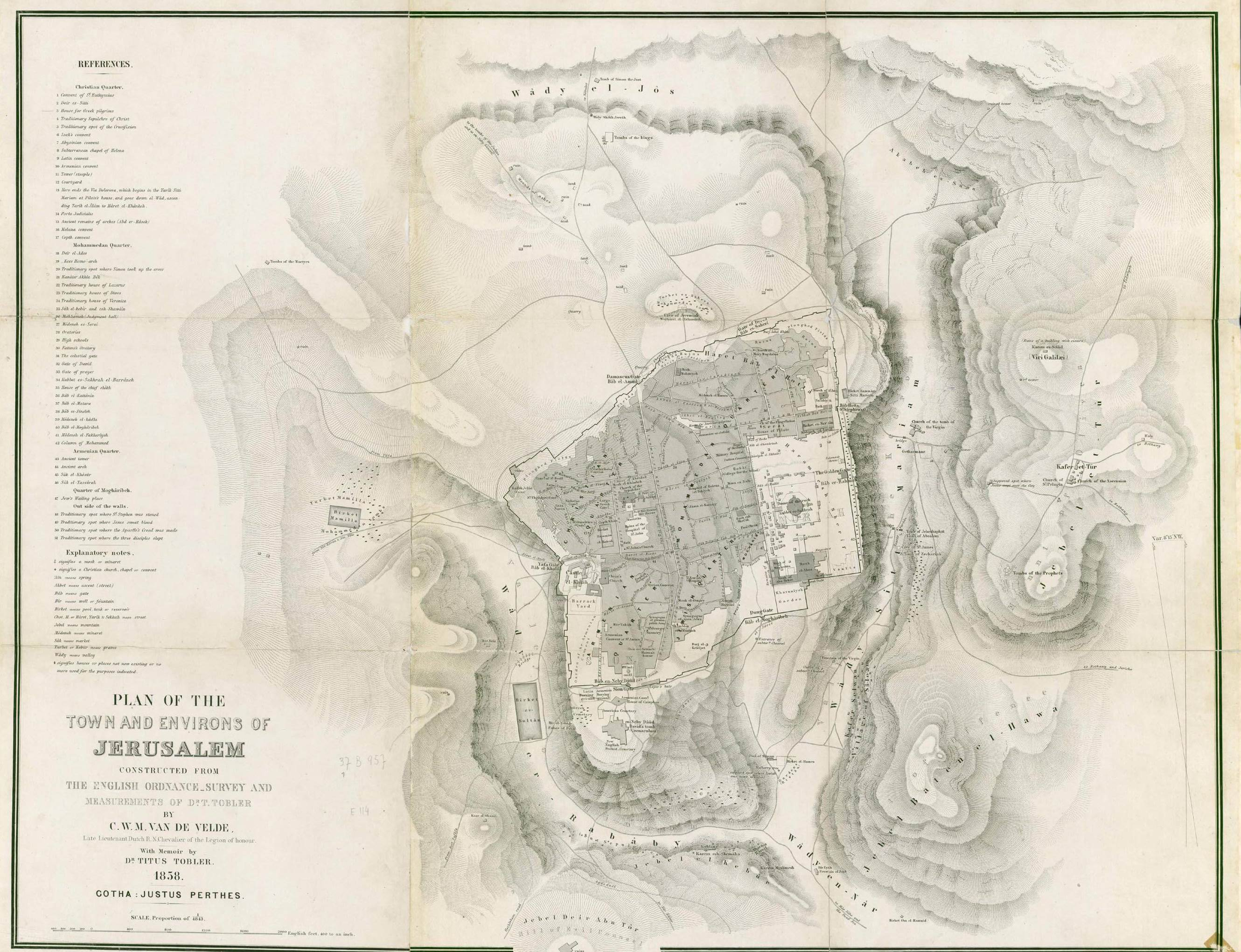

## معرض الصور

### المشاهدات

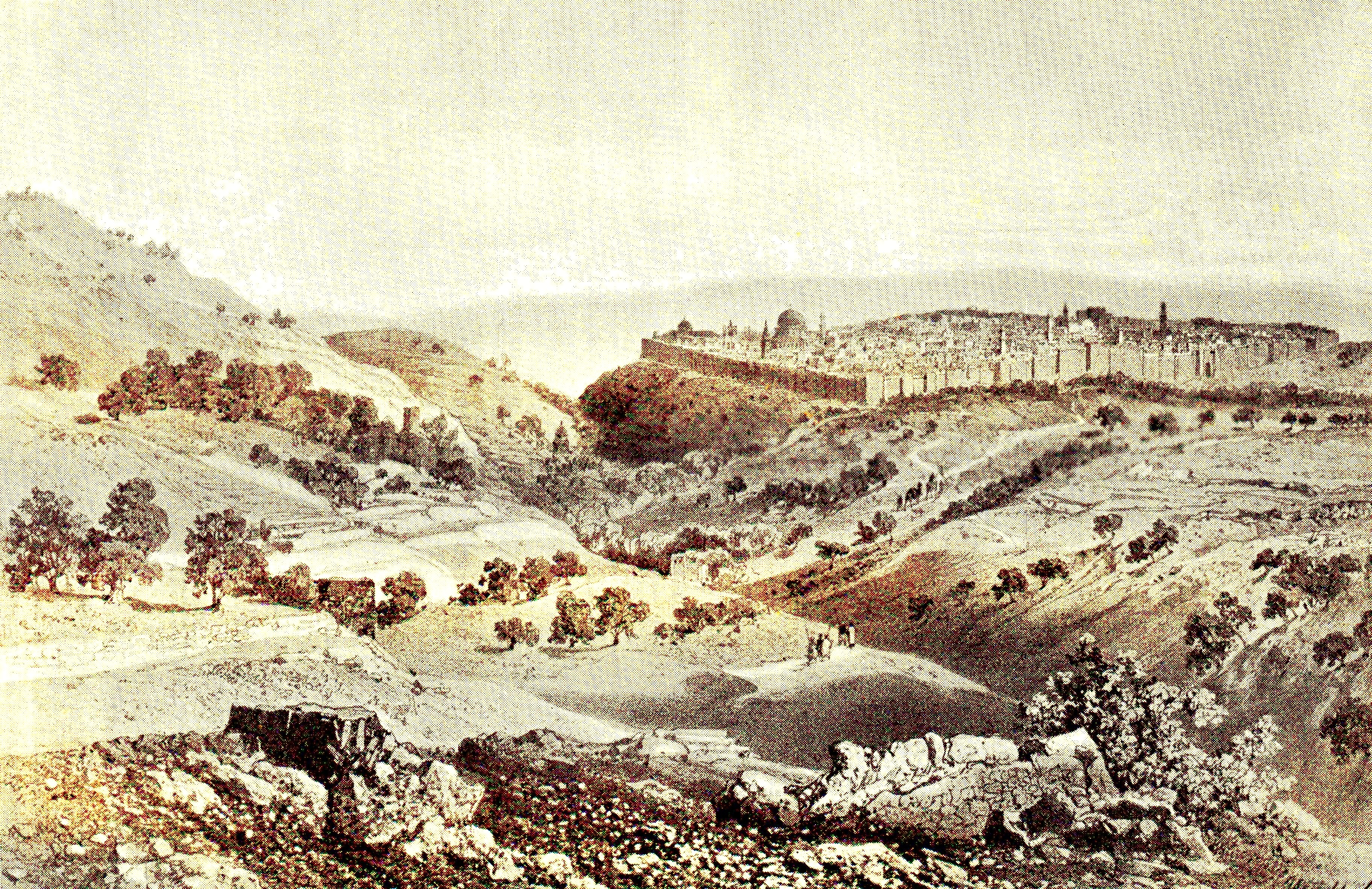
القدس
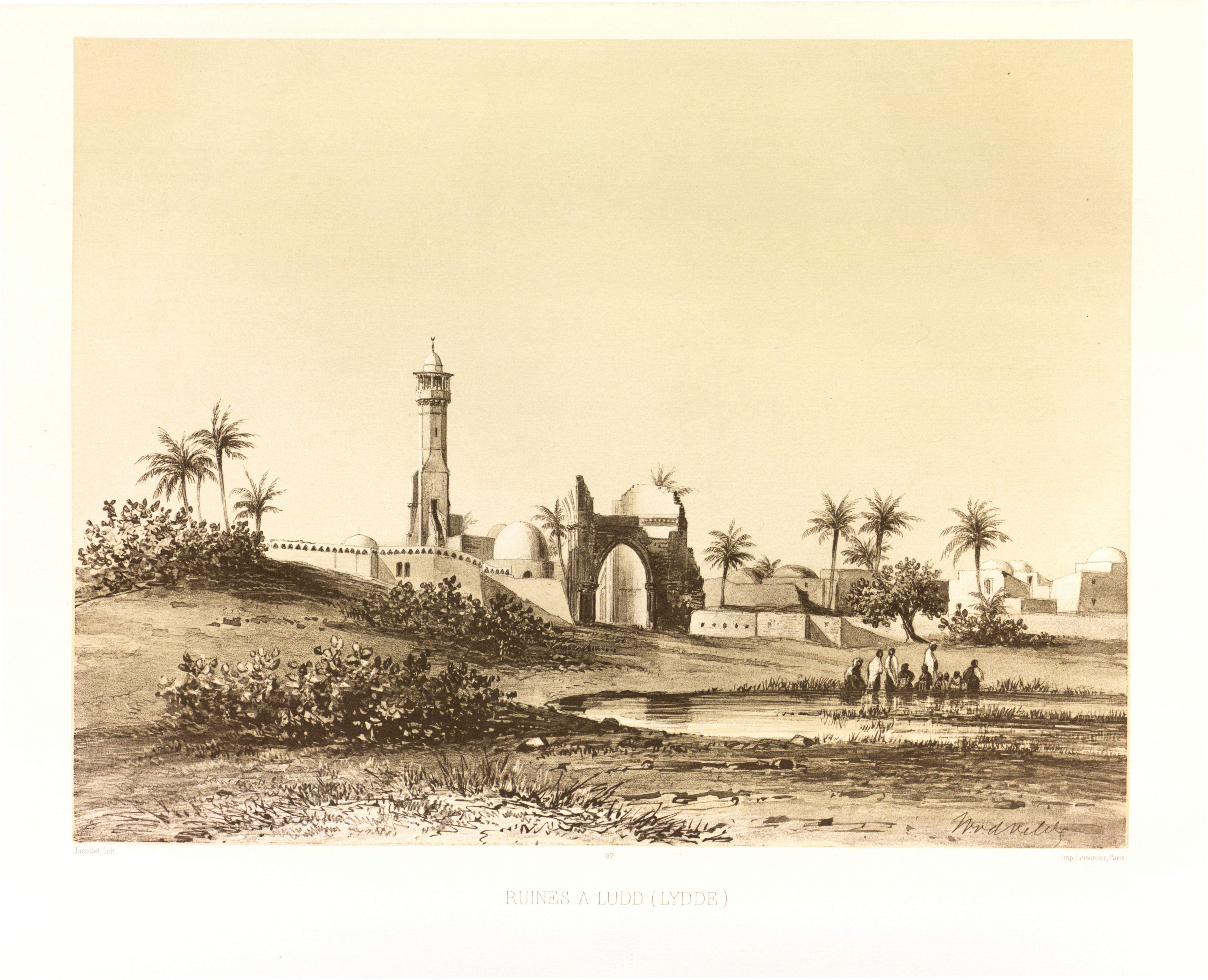
اللد
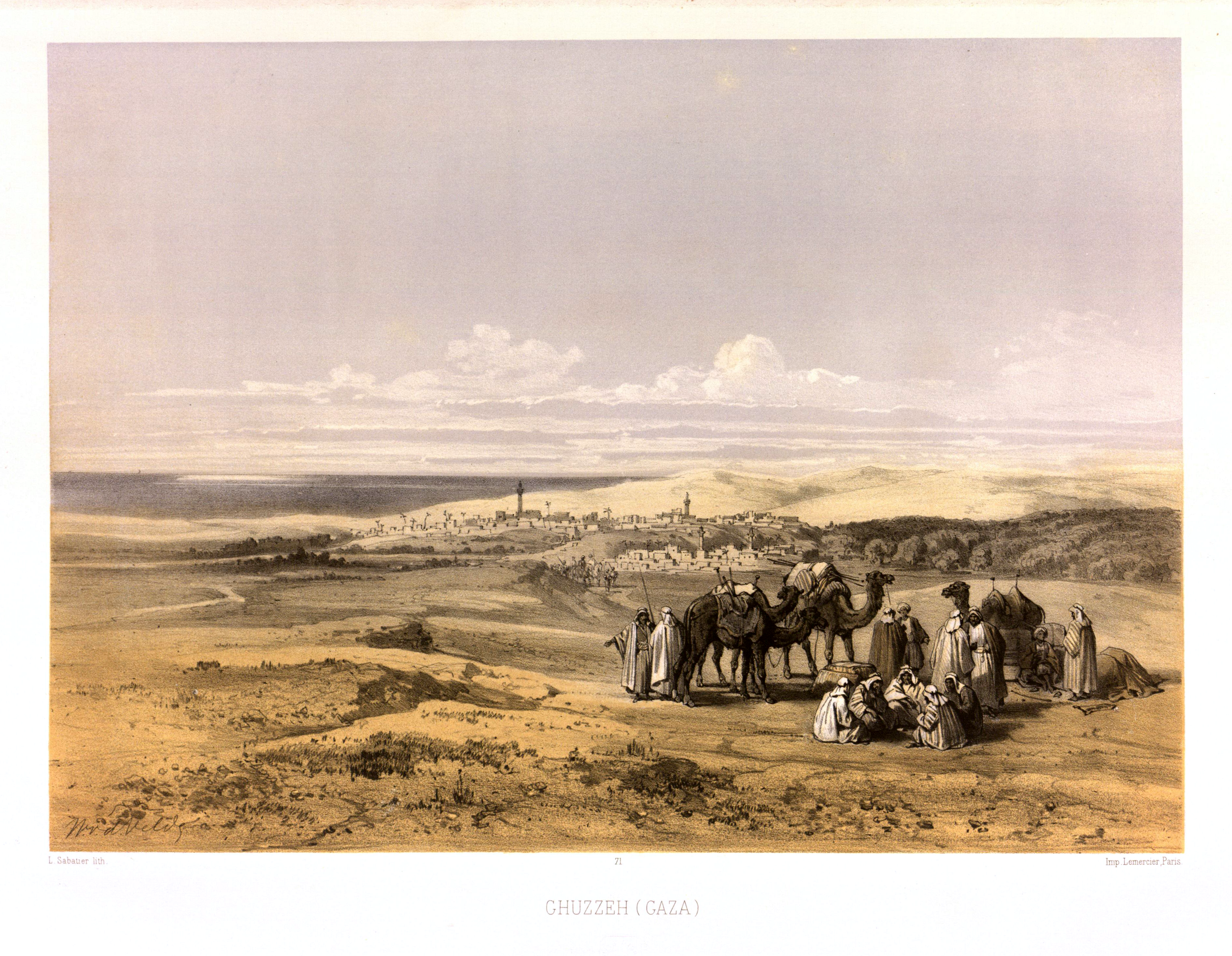
غزة

### الخرائط الإقليمية
| أ                                         | ب |   |
|                                           |   | 1 |
| ----------------------------------------- | - | - |
|                                           |   | 2 |
|                                           |   | 3 |
|                                           |   | 4 |
| كل ورقة عبارة عن صورة منفصلة قابلة للنقر. |   |   |

## الفهرس